# Vanua'aku Pati
Vanua'aku Pati (lett. "Partito della Nostra Terra"), in sigla VP, è un partito politico di Vanuatu.

## Ideologia
Vanua'aku Pati è un partito di ispirazione socialista (Walter Lini è considerato l'ideatore del socialismo melanesiano), supportato perlopiù dalla popolazione di lingua inglese.

## Storia
Fu fondato - col nome di Partito Nazionalista delle Nuove Ebridi (New Hebrides National Party) - da Walter Lini il 17 agosto 1971 e si trattava di un partito nato durante il periodo di passaggio all'indipendenza dell'arcipelago di Vanuatu (precedentemente noto come Nuove Ebridi). Rappresentante degli interessi britannici, era opposto all'Unione delle Comunità delle Nuove Ebridi, una formazione politica vicina alle posizioni francesi. Nel 1977 assunse la denominazione attuale.
Vinse le ultime elezioni prima dell'indipendenza, nel 1979 e Lini divenne il 1º Primo ministro quando Vanuatu si rese indipendente nel 1980. Lini guidò il partito alla vittoria anche alle elezioni del 1983 e del 1987. Quando Lini, in seguito ad un malore, nel 1987 dovette - pur rimanendo formalmente in carica - allontanarsi dalla scena politica per un anno, all'interno del partito si formarono correnti che alla lunga portarono, nel 1991 alla scissione.
Il gruppo di Lini, messo in minoranza, fondò il Partito Unito Nazionale (VUNP). Lini fu costretto alle dimissioni e fu sostituito da Donald Kalpokas. Indebolito da questa fuoriuscita, però, il Vanua'aku Pati perse la maggioranza e la guida del paese alle successive elezioni del 1991.
Rimasto all'opposizione dal 1991 al 1998, ritornò al governo in coalizione proprio con il Partito Unito Nazionale dopo le elezioni del 1998, esprimendo anche il primo ministro, nuovamente Donald Kalpokas. La coalizione resse pochi mesi: a fine 1998 al Partito unito nazionale subentrò l'Unione dei Partiti Moderati, ma Kalpokas rimase alla guida del governo fino a fine 1999, quando fu sfiduciato ed il partito passò all'opposizione.
Nel 2001 sarà Edward Natapei a guidare nuovamente un governo di coalizione, confermato anche alle elezioni del 2002 (nonostante un calo di consensi che aveva portato il partito da 18 a 14 seggi). Un ulteriore calo tuttavia lo si registrò alle elezioni anticipate del 2004, in cui il partito si presentò assieme al VUNP: dei 18 eletti dalla coalizione, solo 8 facevano capo a VP, e Natapei si dimise. Non solo: la leadership del partito rifiutò di appoggiare il governo di unità nazionale a guida di Serge Vohor (Unione dei partiti moderati), nato nel luglio 2004, divenuto necessario visto che nessun partito aveva i numeri per governare, e due deputati uscirono dal partito per appoggiarlo. Pochi mesi dopo, però, il partito ricompattò le file e nel dicembre dello stesso anno il suo voto fu decisivo per la caduta di Vohor, sostituito da Ham Lini (VUNP), alla guida di una coalizione che – oltre ai due partiti principali, ne contava altri otto.
Alle elezioni del 2008, il VP ritornò ad essere, con 11 deputati, il partito di maggioranza relativa e Natapei fu nominato per la seconda volta primo ministro (della coalizione, oltre a VP, facevano parte VUNP, alcuni partiti minori e degli indipendenti). Dopo che il leader del Partito Repubblicano di Vanuatu annunciò la richiesta di un voto di fiducia al governo, Natapei si vide costretto ad allargare il governo anche all'Unione dei partiti moderati con un rimpasto. Il governo ottenne la fiducia, seppure per due soli voti.

## Risultati elettorali
| Elezione      | Voti   | Seggi   |
| ------------- | ------ | ------- |
| Generali 1975 | 27 978 | 17 / 29 |
| Generali 1979 | 28 636 | 25 / 39 |
| Generali 1983 | 24 313 | 24 / 39 |
| Generali 1987 | 26 617 | 26 / 46 |
| Generali 1991 | 14 058 | 10 / 46 |
| Generali 1995 | 23 911 | 20 / 50 |
| Generali 1998 | 14 467 | 18 / 52 |
| Generali 2002 | 13 509 | 14 / 52 |
| Generali 2004 | 12 819 | 8 / 52  |
| Generali 2008 | 15 479 | 11 / 52 |
| Generali 2012 | 13 593 | 8 / 52  |
| Generali 2016 | 13 463 | 6 / 52  |
| Generali 2020 | 17 460 | 7 / 52  |
| Generali 2022 | 20 511 | 7 / 52  |
| Generali 2025 | 21 473 | 7 / 52  |